# Heptose

Structure de sédoheptulose, un heptose.

Un heptose est un ose possédant sept atomes de carbone. On rencontre la forme D de ces composés dans les lipopolysaccharides des parois bactériennes. Ils ont tous la même formule brute C7H14O7 et possèdent tous un groupe carbonyle :
- soit un groupe aldéhyde en position 1 (aldoheptoses) ;
- soit un groupe cétone en position 2 (principalement), 3, 4 ou 5 (cétoheptoses ou cétoheptuloses)[1].

## Aldose
Ces heptoses possèdent cinq atomes de carbone asymétriques, il existe seize paires d'énantiomères, diastéréoisomères entre elles. Parmi celles-ci, on peut citer :
- mannoheptose

```
   CH=O                     CH=O                    
   |                        |                        
  HC-OH                  HO-CH                 
   |                        |                       
HO-CH                      HC-OH                   
   |                        |                       
HO-CH                      HC-OH                      
   |                        |                      
  HC-OH                  HO-CH                   
   |                        |                       
  HC-OH                  HO-CH                   
   |                        |                       
   CH
2
OH                    CH
2
OH                   

D
-mannoheptose         
L
-mannoheptose
```

- glucoheptose

```
   CH=O                     CH=O                    
   |                        |                        
HO-CH                      HC-OH                   
   |                        |                       
HO-CH                      HC-OH                   
   |                        |                       
  HC-OH                  HO-CH                     
   |                        |                      
HO-CH                      HC-OH                   
   |                        |                       
HO-CH                      HC-OH                   
   |                        |                       
   CH
2
OH                    CH
2
OH                   

L
-glucoheptose         
D
-glucoheptose
```

- L-glycéro-D-manno-heptose

## Cétose
Les cétoheptoses possèdent quatre atomes de carbone asymétriques, soit huit paires d'énantiomères, diastéréoisomères entre elles. Les cétoheptones avec le groupe cétone en position 2 sont :
- alloheptulose ;
- altroheptulose ;
- sédoheptulose ;
- mannoheptulose[2] ;
- guloheptose ;
- idoheptulose ;
- galactoheptulose ;
- taloheptulose.

```
   CH
2
OH                    CH
2
OH                   CH
2
OH                    CH
2
OH 
   |                        |                       |                        | 
   C=O                      C=O                     C=O                      C=O
   |                        |                       |                        |
HO-CH                    HO-CH                     HC-OH                  HO-CH 
   |                        |                       |                        |
  HC-OH                  HO-CH                     HC-OH                  HO-CH
   |                        |                       |                        |
  HC-OH                    HC-OH                   HC-OH                  HO-CH
   |                        |                       |                        |
  HC-OH                    HC-OH                   HC-OH                    HC-OH
   |                        |                       |                        |
   CH
2
OH                    CH
2
OH                   CH
2
OH                    CH
2
OH

D
-altroheptulose          
D
-mannoheptulose        
D
-alloheptulose        
D
-taloheptulose
```